# Luis Miranda Neira
Luis Miranda Neira (Guayaquil, 1932 - Ibídem, 2016) fue un maestro pintor ecuatoriano.

## Biografía

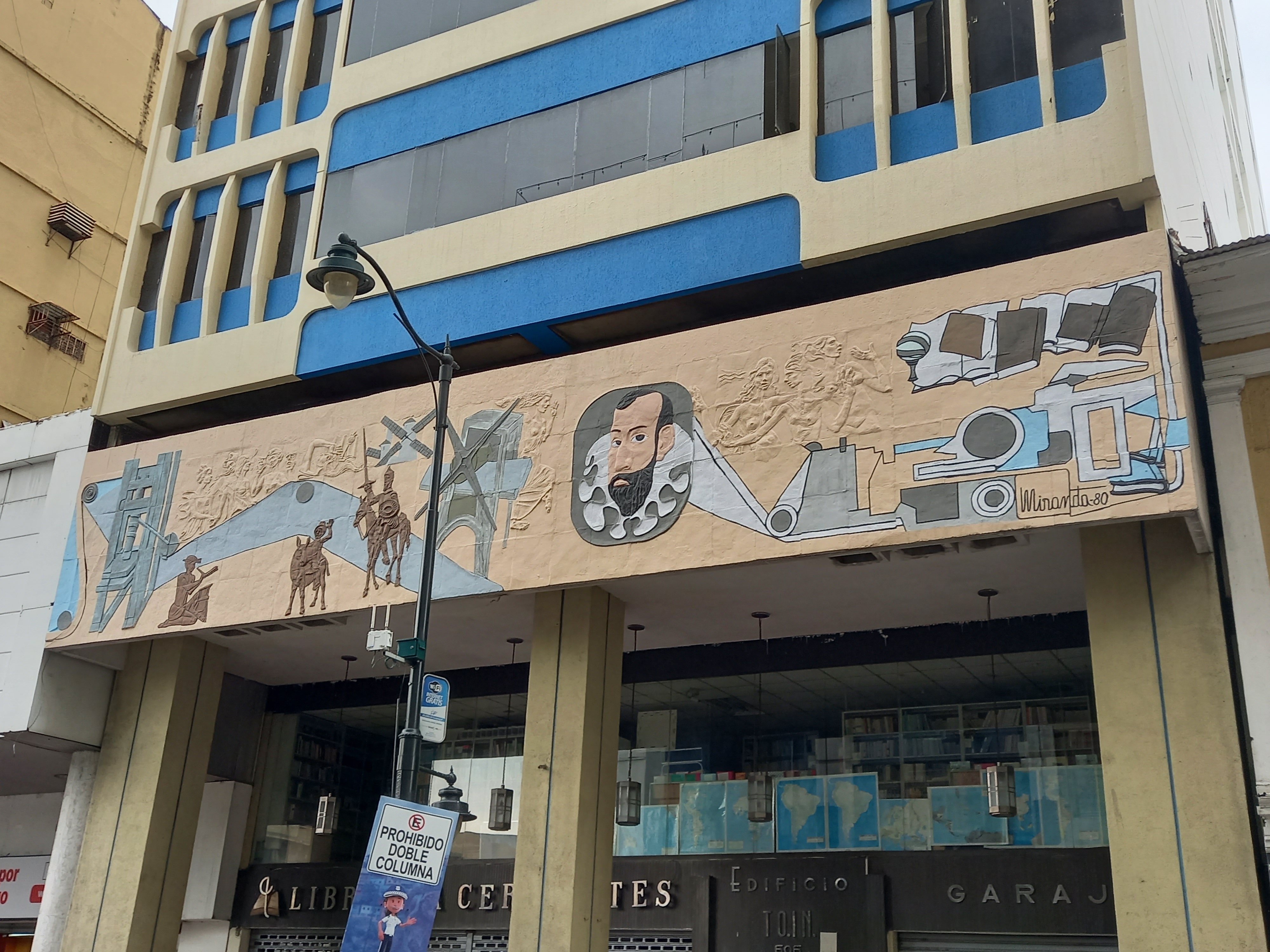
Mural de Miranda pintado en los 80s

Nació en 1932, hijo de Pedro Miranda Martínez y Dolores Neira Peñafiel. Los recuerdos de la infancia de Miranda eran de cosechar miel de las muchas colmenas de su familia, que poseían a lo largo de la ruta de Empalme a Guayaquil. Siempre dibujaba cuando era niño, garabateaba en cualquier papel que encontraba y copiaba arte de los libros que su madre tenía en la casa.
Terminó sus estudios primarios en River Basin, donde sus padres se habían trasladado por motivos laborales. Regresó posteriormente a la ciudad portuaria para cursar la secundaria en el Colegio Vicente Rocafuerte. En 1950, su pasión por el arte lo llevó a matricularse en la Escuela de Bellas Artes de Guayaquil para ser asesorado por Hans Michaelson y Caesar Andrade Faini.
En 1955, se graduó en la Escuela de Bellas Artes y recibió una beca de la UNESCO para viajar por Europa y establecerse en Italia. Miranda asistió a la Academia de Bellas Artes de Roma, donde se graduó en 1961. La impresionante calidad de su trabajo le valió a Miranda muchos elogios de los críticos de arte de la "ciudad eterna". Miranda obtuvo el Primer Premio "Via Marguta" y el Premio "Fiat" en 1959; El Primer Premio "Vittorio Grassi", la "Copa Odescalchi", de Brasiano, y la medalla de plata por "Il Giornale Di Italy", en 1960. Fue influenciado por grandes maestros italianos como: Americo Bertoldi, Mario Mafai, Jarvi Lini, Pericles Pazinni y muchos otros.
En 1961, regresó a Ecuador pero se sintió perturbado por su atmósfera agotadora social, política y artísticamente. Se desanimó por la escena artística indigenista que dominó en Ecuador durante muchas décadas, por lo que decidió mudarse a la ciudad de Nueva York. Vivió en Nueva York y Nueva Jersey hasta 1976.
Luego de regresar a Ecuador en 1976, se dedicó a la educación artística. A finales de la década de los ochenta, ejercicio la docencia en la Facultad de Arquitectura de la Universidad Católica de Santiago de Guayaquil. Se casó con su pareja Gloria Guerrero, mudándose de Guayaquil a la costa para vivir en Chanduy, donde se centró en pintar la vida que sucedía a su alrededor: la vida cotidiana en la costa, los trabajadores, el pescador y sus botes, los hombres tirando redes, el mar, la ría.
Miranda siguió pintando todas las mañanas, por lo que declaró «Tengo tantas ideas para pintar, la ilusión de pintar todos los días es lo que me mantiene vivo"».

## Reconocimientos
- En 1973, incluso en su ausencia, su obra le valió el Segundo Premio de Pintura del Salón de Julio de Guayaquil y el Segundo Premio de Pintura del Salón de Octubre.
- En 1976, Primer Premio de Pintura en el Salón de Julio y en el Salón de Octubre.
- En 1978, Premio Nacional de Pintura del Banco Central del Ecuador.
- En 1982, Premio Nacional de Pintura del Ecuador.
- En 1984, Medalla de Oro al Mérito Artístico del Municipio de Guayaquil.[2]